# Alexandre Colin
Ne doit pas être confondu avec Alexandre Collin.
Pour les articles homonymes, voir Colin.
Alexandre-Marie Colin, né à Paris le 5 décembre 1798 et mort dans la même ville le 21 novembre 1875, est un peintre et lithographe français.
Ami intime d'Eugène Delacroix et de Richard Parkes Bonington, il appartient à l'École romantique. Il peint des tableaux d'histoire et des sujets inspirés de William Shakespeare, Byron et Victor Hugo.
Alexandre-Marie Colin est également connu comme portraitiste.

## Biographie
Alexandre-Marie Colin entre le 19 février 1814 dans l'atelier du peintre Anne-Louis Girodet à l'École des beaux-arts de Paris, où il étudie jusqu'en 1817.
À partir de 1815, Eugène Delacroix, qui deviendra son ami, y fréquente l'atelier de Pierre-Narcisse Guérin. Colin débute au Salon de 1819 avec un portrait de femme, et y expose 29 œuvres jusqu'en 1868 ; il obtient une médaille de deuxième classe en 1824 et 1831, et une de première classe en 1840. 
En 1821, il voyage en Normandie avec le peintre Richard Parkes Bonington, son ami et condisciple. En 1825, Bonington et Colin font un séjour de quelques mois à Londres. Ils y retrouvent tout un groupe d'artistes, en particulier Eugène Isabey, Copley Fielding et Delacroix. En retournant à Paris, ils s'arrêtent à Saint-Omer, où ils font la connaissance du peintre Hippolyte-Joseph Cuvelier (1803-1879).
Colin expose trois toiles à la Royal Academy de Londres en 1829. Il y participera à nouveau de 1849 à 1853, ainsi qu'à la British Institution en 1830, 1849 et 1851.
Comme Delacroix et d'autres artistes de son temps, il contribue à deux importantes expositions au profit des Grecs à la galerie Lebrun en 1826, y présentant trois œuvres : Le Giaour, inspiré de Byron, Épisode de la guerre actuelle en Grèce et L'Enfant grec.
De 1834 à 1838, son ami Jean-Charles Rivet (1800-1872), nommé préfet de Nîmes, lui confie la direction de l'école de dessin de la ville. Il y appelle son frère, Paul-Hubert Colin sculpteur, à la tête de l'école de sculpture et de dessin d'ornement qu'il vient de créer. Paul-Hubert sculpte le gisant qui orne le tombeau de Marie Juhel, épouse d'Alexandre et elle même peintre qui meurt à Nîmes en 1838 et repose au cimetière Saint-Baudile. Alexandre repart à Paris en 1839. Il vit avec Sophie Vidal-Navatel, dont il a un fils.
Nommé en 1849 maître de dessin de l'École polytechnique, il réalise en 1863-1865 pour l'École des portraits en médaillon de Jacques-Élie Lamblardie, Gaspard Monge, Lazare Carnot, Claude-Antoine Prieur-Duvernois, Antoine-François Fourcroy, Joseph-Louis Lagrange et Claude Louis Berthollet, ainsi que de Napoléon Ier et de Napoléon III.
Le Dictionnaire Bénézit (1949) indique les noms des nombreux acteurs qu'il représentera en pied, dans les costumes de leurs rôles, notamment Armand, Baptiste aîné, Claude-Charles Cartigny, Dabadie, Alexandre-Martial-Auguste Damas, Desmousseaux, Firmin, Fontenay, Frénoy, Grandville, Lafon, Lemonnier, Ménier, Pierre-Marie-Nicolas Michelot, Monrose, Nourit, Nourrit, Jean-Baptiste Pitrot, Charles-Gabriel Potier, Raffile, François-Joseph Talma, Thérigny, Charles-Edme Vernet, Marie-Thérèse Bourgoin, Caroline Branchu, Mademoiselle Bras, Suzanne Brocard, Madame Carmouche, Mademoiselle Clara, Anne Demerson, Eulalie Desbrosses, Catherine-Joséphine Duchesnois, Rose Dupuis, Anne Dussert, Éléonore, Caroline Grassari (en), Clara Lemonnier, Jeanne-Émilie Leverd, Mademoiselle Levesque, Mademoiselle Mante, Lucinde Paradol, Mademoiselle Pauline, Louise Pierson, Mademoiselle Prad'her et Mademoiselle Tousez.
En 1851, il est chargé de la décoration de l'église Saint-Roch à Paris. Il y réalise deux tableaux, Les Funérailles de saint Nicolas et Saint Nicolas apaisant la tempête.
Certaines de ses œuvres ont été reproduites par le lithographe Bernard-Romain Julien (1802-1871) dans ses cours de dessin, dont une Étude à l'Estompe.

## Généalogie

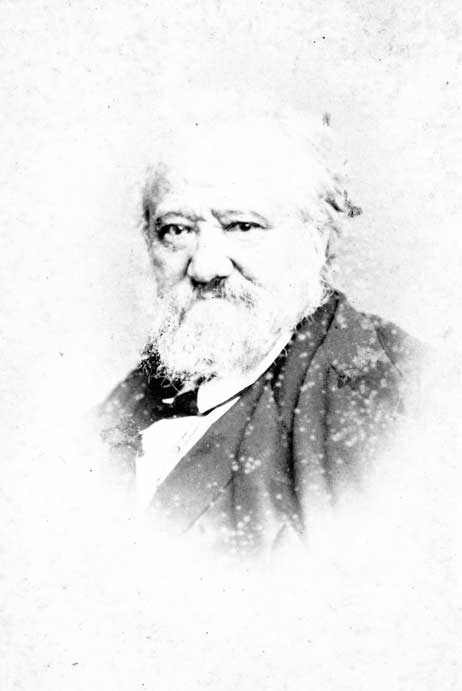
Portrait présumé d'Alexandre Colin.

Sa mère se nomme Adélaïde Marie Saint-Germain ; Alexandre et Hubert Colin sont donc les cousins du peintre et lithographe Prosper Saint-Germain. Ils co-signent une grande lithographie en noir et blanc sur les légendes bretonnes parue chez Coquebert à Paris.
Colin a pour grand-père maternel Charles ou Simon Challe, respectivement peintre et sculpteur ; il serait également apparenté aux peintres Drouais et Jean-Baptiste Greuze. Il compte lui-même dans sa descendance de nombreux artistes. Il eut quatre filles de son premier mariage avec Marie Josèphe Juhel (1796-1837) elle-même peintre. Elle meurt en 1837 et son tombeau au cimetière Saint-Baudile de Nîmes est l'œuvre d'Hubert Colin :
- Héloïse Suzanne Colin (1820-1874), dessinatrice et illustratrice de mode, épouse du peintre Auguste Leloir (1809-1892), mère de Maurice Leloir et Alexandre-Louis Leloir, dessinateurs ;
- Adèle Anaïs Toudouze (1822-1899), peintre et illustratrice de mode, épouse de l'architecte-voyer et graveur Gabriel Toudouze ; leurs enfants : l'écrivain Gustave Toudouze, le peintre Édouard Toudouze et Isabelle Toudouze (1850-1907), peintre de mode et illustratrice, mère de Jeanne Selmersheim-Desgrange, peintre, compagne du peintre Paul Signac ;
- Laure Colin (1827-1878), illustratrice de mode, épouse du peintre Gustave Noël (1823-1895) ;
- Isabelle Colin (1833-1877), épouse d'Hippolyte Malibran, ingénieur.

Son cousin Prosper Marie Saint-Germain est témoin au second mariage d'Alexandre à Paris en 1845 avec Sophie Vidal-Navatel sa compagne depuis 1838.  
Un fils de son second mariage : Paul-Alfred Colin (né à Nîmes le 19 octobre 1838, mort à Paris en 1916), peintre de marines et de paysage, professeur de dessin à l'École Polytechnique, époux de Sara (1838-1914), fille d'Achille Devéria ; leurs enfants : André Gabriel, peintre animalier et graveur, élève de Jean-Paul Laurens, Maurice Alexandre et Hélène, épouse du peintre Albert Fourié.
Un petit-fils par alliance : Alexandre Cuvelier (né à Saint-Omer le 27 septembre 1867, mort le 19 août 1913 ), artiste peintre, fils de Clotilde Vidal-Navatel (fille de la seconde épouse d'Alexandre Colin) et de Arthur-Charles Cuvelier, fils d'Hippolyte-Joseph.
Il est également le beau-père du sculpteur Louis Vidal, fils de sa seconde épouse.

## Œuvres dans les collections publiques
Allemagne

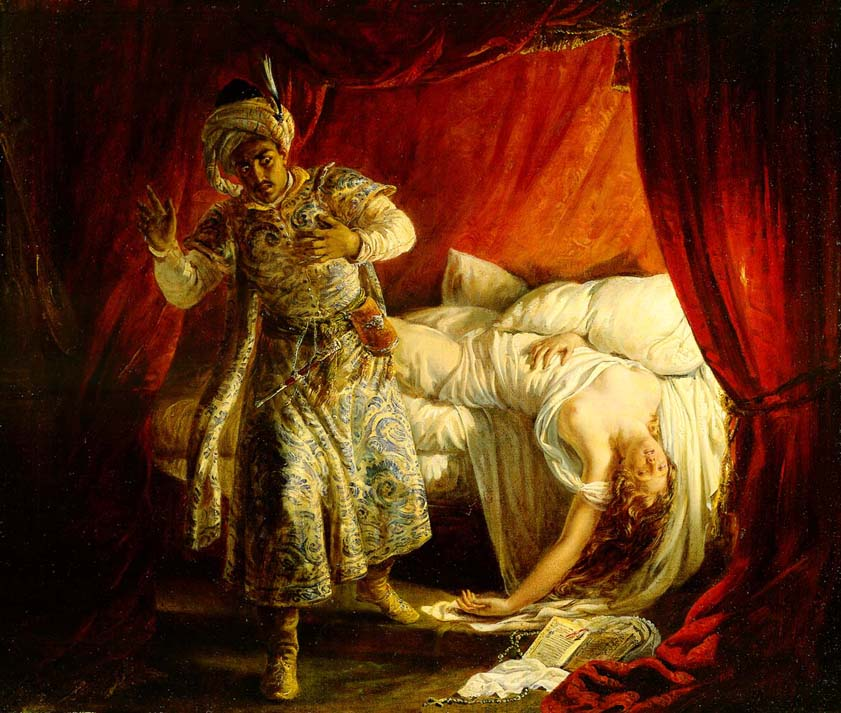
Othello et Desdémone (1829), La Nouvelle-Orléans, New Orleans Museum of Art.

- Berlin, Alte Nationalgalerie : Marché aux poissons en France, 1832[4].

Belgique
- Bruxelles, musées royaux des Beaux-Arts de Belgique : Portrait de madame Adèle Fétis, 1829[5].

États-Unis
- Baltimore, musée d'Art de Baltimore : Ossian[6].
- La Nouvelle-Orléans, New Orleans Museum of Art : Othello et Desdémone, 1829.
- New York, musée d'Art Dahesh : 'Bashi-Bazouk, dessin[7].
- San Francisco, musée des Beaux-Arts : Napoléon au Caire[8].
- Mount Holyoke College Art Museum : Masaniello, 1848

France
- Amiens, musée de Picardie : Le Cid et son père, Salon de 1869[9].
- Arras, musée des Beaux-Arts : Un matelot noyé sauvé par des pêcheurs.
- Autun, musée Rolin : Sara la baigneuse, 1838, d'après le poème Les Orientales de Victor Hugo.
- Avignon, musée Calvet : Portrait de Fléchier, évêque de Nîmes, 1837.
- Bayeux, musée Baron-Gérard : Scène de brigands.
- Beaumont-de-Lomagne, église Notre-Dame-de-l'Assomption : Résurrection du Christ, 1843.
- Béziers, musée des Beaux-Arts : Christophe Colomb devant le Conseil de Salamanque, Salon de 1843.
- Calais, musée des Beaux-Arts et de la Dentelle[10] :
  - Arabe en prière ;
  - Autoportrait, 1871 ;
  - Hippolyte Cuvelier et son petit-fils Henri ;
  - Jean Bart ;
  - Marchande de poissons ;
  - Odalisque ;
  - Portrait de Gustave Cuvelier, 1865 ;
  - Portrait de Gustave Cuvelier jeune ;
  - Portrait de Madeleine Cuvelier ;
  - Portrait d'Hippolyte Cuvelier ou L'homme à la toque ;
  - Portrait d'Hortense Cuvelier.
- Choisy-le-Roi, église Saint-Louis-Saint-Nicolas : Christ en Croix d'après Rubens, 1841.
- Dijon :
  - musée des Beaux-Arts : Orientale, 1835, huile sur toile.
  - musée Magnin :
    - Jeune Fille assise dans une prairie ;
    - Italienne d'Ischia près du berceau de son enfant ;
    - Les Deux Amies.
- La Rochelle, musée du Nouveau Monde : 
  - Illustration pour les Incas de Marmontel, Alonzo emporte Cora[11] ;
  - Les Incas ou la destruction de l'Empire du Pérou : la mort de Cora[12] ;
  - Les Incas ou la destruction de l'Empire du Pérou : Amazili sauve Télasco[13] ;
  - Les Incas ou la destruction de l'Empire du Pérou : Alonzo et Cora[14] ;
  - Les Incas ou la destruction de l'Empire du Pérou : Fuite de Télasco et Amazili[15] ;
  - Dessin préparatoire. Illustration pour les Incas[16] ;
  - Dessin préparatoire. Illustration pour les Incas[17] ;
  - Dessin préparatoire. Illustration pour les Incas de Marmontel[18] ;
  - Illustration. Robinson Crusoë et Vendredi[19].
- Montjaux, église Saint-Quirinus : La Sainte Famille aux anges : la Vierge, l'Enfant Jésus, sainte Élisabeth et saint Jean, 1849.
- Nancy, musée des Beaux-Arts : Raphaël dans la campagne romaine.
- Nîmes, musée des Beaux-Arts :
  - François Ier visitant les monuments romains de Nîmes, Salon de 1836[20] ;
  - Saint Thomas d'Aquin et saint Bonaventure, 1853 ;
  - Agar et Ismaël ;
  - Sara la baigneuse, 1873.
- Orléans, musée des Beaux-Arts : 
  - Vénus et l'Amour. Étude d'après Lambert Sustris (vers 1520- après 1568), vers 1814-1819, huile sur toile, 32,3 x 46,5 cm[21] ;
- Paris :
  - église Saint-Nicolas-des-Champs : Saint Germain, 1841.
  - église Saint-Roch :
    - Les Funérailles de saint Nicolas ;
    - Saint Nicolas apaisant la tempête.

  - hôtel Matignon : Maximilien de Béthune, duc de Sully (1559-1641).
  - musée de la Chasse et de la Nature : La Mort du loup, 1833.
  - musée national Eugène-Delacroix :
    - Italienne debout de trois-quarts, dessin ;
    - Étude d'homme en costume grec, dessin ;
    - Homme en costume Renaissance un genou à terre et académie d'homme, dessin ;
    - Faust et Marguerite, aquarelle ;
    - Odalisque, huile sur toile ;
    - Scène de bataille d'après Salvator Rosa, huile sur toile, dépôt du musée du Louvre.

  - musée Carnavalet :
    - Portrait de Jean-Georges Farcy [1800-1830], insurgé de 1830, 1831 ;
    - Portrait d'Eugène Delacroix, 1824, crayon sur papier.

  - musée Gustave Moreau :
    - Portrait de Louis Moreau, dessin ;
    - Portrait de Jean-Baptiste César Moreau, dessin.

  - musée du Louvre :
    - Autoportrait, huile sur toile, anciennement attribué à Théodore Géricault[22] ;
    - Charles Quint reçu au palais du Louvre par François Ier, 1843, huile sur toile ;
    - La rencontre de Bacchus et d'Ariane d'après l'œuvre du Titien de la National Gallery de Londres ;

  - palais du Luxembourg : Une danse d'Ischia, golfe de Naples, Salon de 1833, huile sur toile, dépôt du musée du Louvre.
- Pau, musée national du château de Pau : Rétablissement de la statue d'Henri IV sur le Pont-Neuf le 9 mai 1814, 1814, dessin.
- Rochefort, musée Hèbre de Saint-Clément : Christophe Colomb.
- Saint-Omer, musée de l'hôtel Sandelin : Portrait de dame âgée devant l'abbaye Saint-Bertin.
- Strasbourg, musée des Arts décoratifs : Famille de pêcheurs.
- Tatihou, Musée maritime de l'île Tatihou : Le Retour de la pêche, œuvre détruite lors de l'incendie du 18 juillet 2017[23].
- Versailles, musée national des châteaux de Versailles et de Trianon :
  - Valentine de Milan demande justice de l'assassinat du duc d'Orléans (novembre 1407) ;
  - Anne de Lorraine, comtesse de Lislebonne, (1640-1720) ;
  - Charles de Bourbon, prince de La Roche-sur-Yon, (?-1565) ;
  - Charles V, duc de Lorraine, (1643-1690) ;
  - Marie-Louise d'Aspremont, duchesse de Lorraine, (1652-1692) ;
  - Renée de Lorraine, duchesse d'Ognano, (?-1638) ;
  - Marie d'Orléans-Longueville, duchesse de Nemours, (1625-1707) ;
  - Claude de Moy, comtesse de Chaligny, (1572-1627) ;
  - Ferdinand IV, roi des Deux Siciles, (1751-1825) ;
  - Marguerite de Bourbon, duchesse de Nevers, (1516-1589).
- Villecomtal, église Saint-Barthélémy-et-Saint-Eutrope : Christ en croix : calvaire avec sainte Marie-Madeleine, 1850, tableau d'autel.
- Ville-d'Avray, église Saint-Nicolas-Saint-Marc : Marie au pied de la Croix, 1860.

Grèce
- Athènes, musée Benaki : l'Enfant grec, d'après le poème « L'Enfant » des Les Orientales de Victor Hugo.

## Élèves
À l'école de dessin de Nîmes
- Charles François Jalabert, entre 1834-1838.
- Louis-Augustin Simil (1822-1906).

À Paris
- Ange-Louis Janet (1811-1872).